# Bankhaus Gumbel

Ansicht aus dem Jahre 1910, zu diesem Zeitpunkt beherbergte das Erdgeschoss das Konfektionshaus E. Lederer.

Das Bankhaus Gumbel an der Kaiserstraße 34 in Heilbronn beherbergte zeitweise die Privatbank der jüdischen Heilbronner Bankiersfamilie Gumbel, deren repräsentative Fassade nach Entwürfen der Architekten Graf & Röckle aus Stuttgart im Stil des Eklektizismus („Stilelemente der Neurenaissance und des zweiten Barock“) innerhalb des Historismus gestaltet wurde. Die künstlerische Ausgestaltung der Schaufensterfassade des Geschäftshauses erfolgte durch August Stotz im Jugendstil.
Das Bankgebäude war auch Schauplatz der Pogrome im Jahr 1933. Der „Volkszorn – [eine] wohlorganisierte Aufputschung der Massen“ richtete sich gegen den jüdischen Bankier Otto Igersheimer; ein Mob von rund 300 Menschen versammelte sich vor dem Bankhaus, forderte die Auslieferung des jüdischen Bankdirektors und rief: „Jud Igersheimer raus!“
In einem Vorgängerbau, der 1906 zugunsten des Bankhauses Gumbel abgebrochen wurde, befand sich im 16. Jahrhundert die bekannte Herberge zur Krone, in der Götz von Berlichingen jahrelang (1519–1522) gelebt haben soll. Auch Mark Twain soll dort genächtigt haben.
Heute befindet sich an der Stelle des 1944 zerstörten Bankhauses Gumbel ein Neubau von 1951, der nach Entwürfen des Architekten Hermann Denzinger aus Gundelsheim erbaut worden ist.

## Geschichte

### Wirtshaus Krone – Götz von Berlichingen

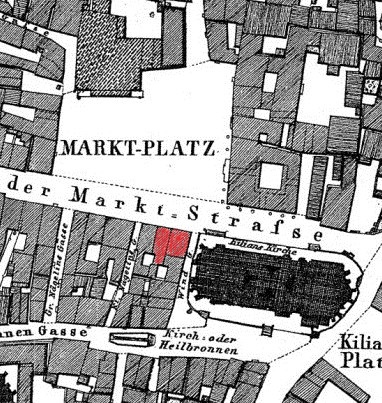
Heilbronn, Herberge zur Krone, Kaiserstraße 34 und 36 (überarbeitet nach Archäolog. Stadtkataster Karte 4, Nr. 231).

Im Vorgängerbau war im 16. Jahrhundert das Wirtshaus Krone beheimatet, welches von Dietz Wagenmann („des Diezen Herberg“) betrieben wurde. Zwischen 1519 und 1522 war hier Götz von Berlichingen inhaftiert.

„231 Krone, abgegangen, Kaiserstraße 34 und Straßenbereich (UKP 349/50). Im Wirtshaus Krone des Dietz Wagenmann war Götz von Berlichingen zwischen 1519 und 1522 arrestiert. Die Krone wird als großes Eckhaus am Markt bei der Kilianskirche beschrieben, das gegenüber den Staffeln vor der Kirchentüre lag. Der Wirt Dietz ist noch 1532 belegt … Das 1944 bei einer Bombardierung zerstörte Gebäude,  war der 1907 erstellte Nachfolgebau eines 1906/07 abgebrochenen Doppelhauses, welches das alte Gasthaus beherbergt.“

Nach seiner Entlassung hatte dieser einen Rechtsstreit mit dem Kronenwirt Dietz Wagenmann wegen der von Wagenmann gegen Götz erhobenen Wohn- und Verpflegungskosten. Deswegen schrieb Götz von Berlichingen am 17. November 1522 einen Beschwerdebrief an den Rat der Reichsstadt Heilbronn.
1878 soll Mark Twain im selben Zimmer wie Götz von Berlichingen übernachtet und den Haken gesehen haben, an den Götz seine eiserne Faust gehängt hat.

### Bankhaus Gumbel ab 1860

Bankhaus Gumbel, Fassade unausgeführt

Anfang des 19. Jahrhunderts erfolgte eine Umgestaltung im Stil des Klassizismus. In dem Gebäude befand sich seit 1860 das Bankhaus Gumbel.
Von 1860 bis 1879 bestand das Bankgeschäft Gebrüder Gumbel, Teilhaber waren Abrahams Söhne Moses (später: Max) und Isaak Gumbel. Als beide Söhne heirateten und selbst Kinder bekamen, wurde im Jahre 1880 das Bankgeschäft aufgeteilt.
Isaak Gumbel gründete nach der Abspaltung das Bank- und Wechselgeschäft Gumbel am Markt (1880–1906), dessen Inhaber Isaak war. Ab 1889 kam als Inhaber dessen Sohn Abraham Gumbel und als Prokurist dessen Frau Elise Gumbel, geborene Aaron hinzu.
Abraham Gumbel gründete am 27. Dezember 1909 den Heilbronner Bankverein, den Vorläufer der heutigen Volksbank Heilbronn, indem er die Bank der Familie in eine Gesellschaft mit beschränkter Haftung umwandelte. Aus der Privatbank wurde der Heilbronner Bankverein eGmbH.

### Bankdirektor Otto Igersheimer – Anschlag am 25. April 1933

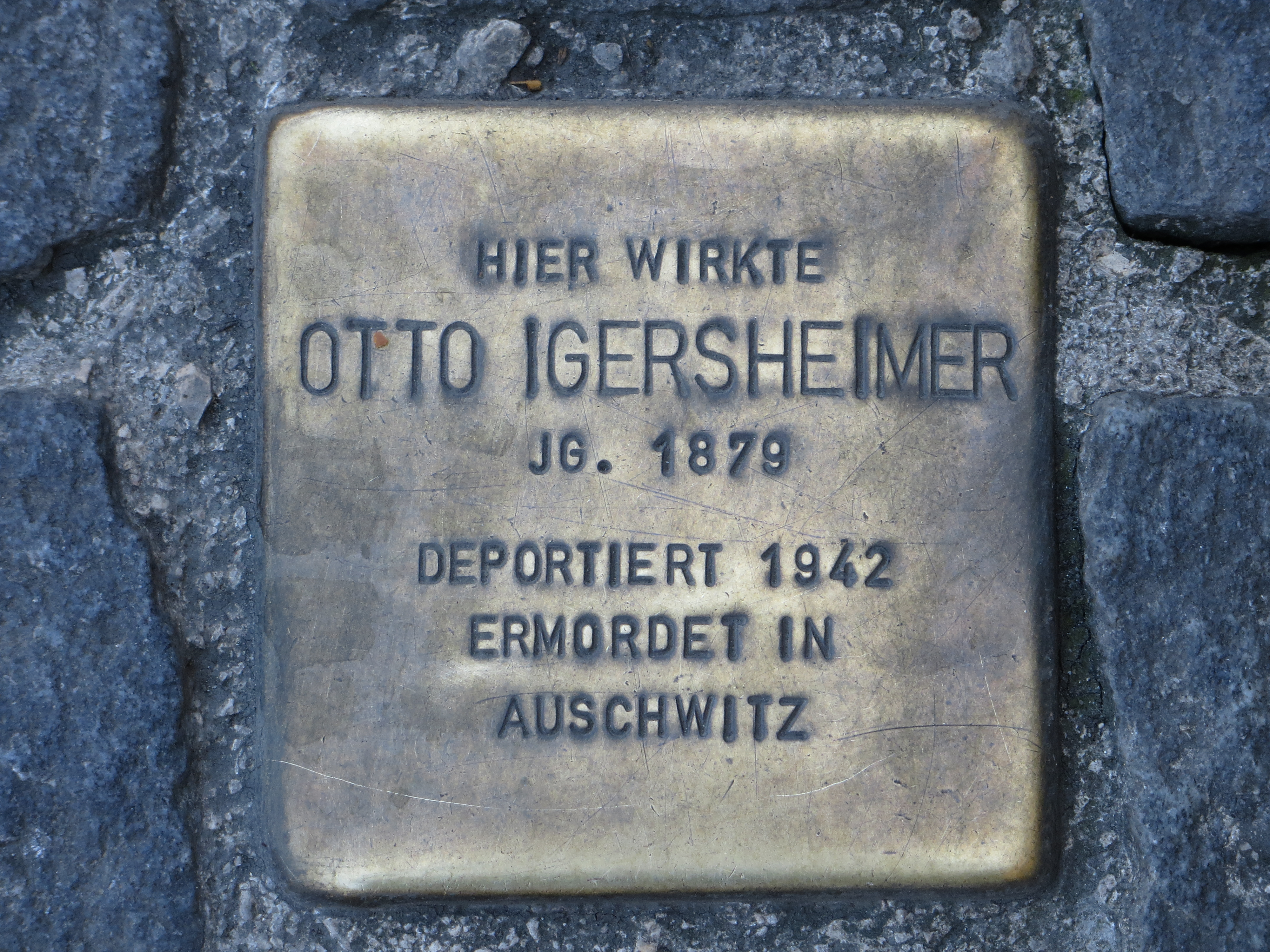
Stolperstein Otto Igersheimer

Nachdem der Gründer und vorsitzende Geschäftsführer Abraham Gumbel im Jahre 1930 verstorben war, wurde dessen engster Mitarbeiter Otto Igersheimer Bankdirektor, der dann Gegenstand antisemitischer Aktionen wurde. Thekla Sänger-Mai beschreibt die Vorkommnisse während der Pogrome am 25. April 1933 bei dem Bankgebäude: „Gegen 11 Uhr wurde die Bank und seine Wohnung mit je 30 Mann Nazi besetzt. Auf der Straße (vor dem Bankverein) sammelten sich rund 300 Menschen und schrien: ‚Jud Igersheimer raus!‘ …“. Nach dieser antisemitischen Aktion gab er seine Arbeit als Direktor auf und war nun als Gemeinde- und Stiftungspfleger und anschließend in der Beratungsstelle für Fürsorge und Unterstützungswesen der israelitischen Gemeinde Heilbronn tätig. Am 20. Mai 1942 wurde er nach Oberdorf deportiert, von dort aus in das Vernichtungslager Auschwitz, wo er ermordet wurde. Sein Wohnhaus in der Karlstraße 43 musste er unter Wert verkaufen (Einheitspreis = 36.000 RM; Verkaufspreis = 26.000 RM). Danach übernahm Heinrich Wurster gemeinsam mit Max J. Hoffman die Geschäfte. Heute erinnert ein Stolperstein vor dem ehemaligen Bankhaus an Otto Igersheimer. An Abraham Gumbel erinnert der Festsaal des Heilbronner Volksbank-Neubaus.

### Zerstörung 1944 und Neubau 1951
1944 wurde das ursprüngliche Bankhaus zerstört. An gleicher Stelle entstand 1951 ein neues Bankgebäude nach Entwürfen des Architekten Hermann Denzinger (* 17. Juni 1914; † 14. Juli 1985) aus Gundelsheim. Dieses beherbergt heute eine Filiale der Volksbank Heilbronn.

## Beschreibung

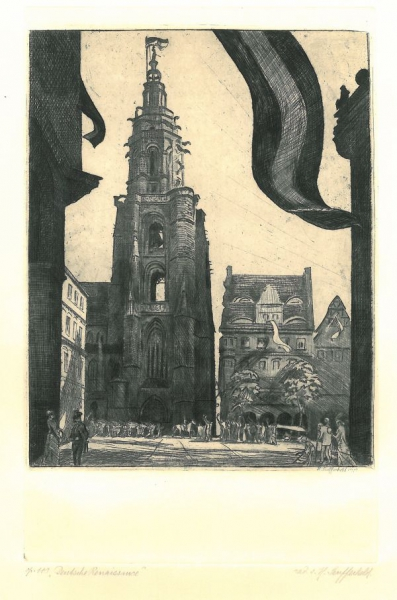
Bankenhaus Gumbel, (Heinrich Seufferheld "Deutsche Renaissance opus 113 1914".) neben dem Kiliansturm.

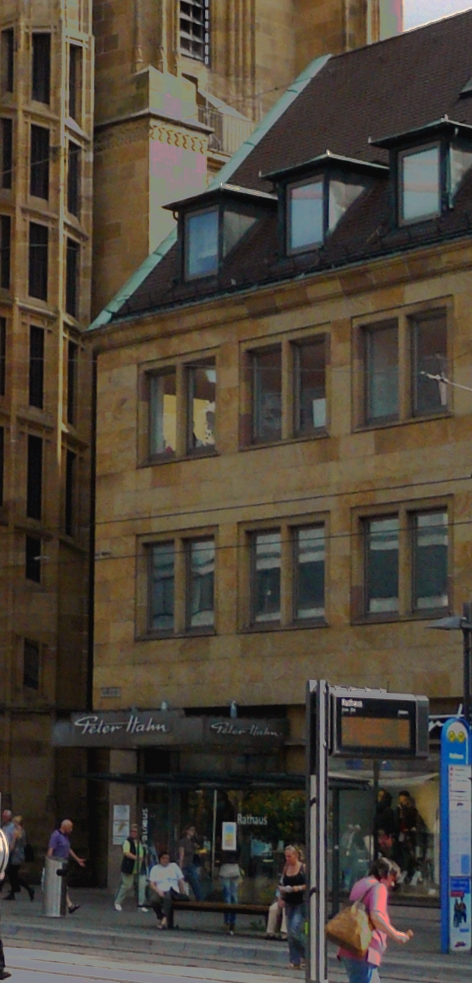
Das heutige Gebäude an der Stelle des vormaligen Bankhauses Gumbel.

### Lage und Umgebung
Das Gebäude, das an der Kaiserstraße gegenüber dem Marktplatz in Heilbronn stand, wurde im Straßenverlauf von der Sicherer’schen Apotheke (Westseite) und der Kilianskirche (Ostseite) flankiert. Zwischen dem Bankhaus Gumbel und der Kilianskirche befindet sich auch heute noch die Windgasse, welche zur Kirchbrunnenstraße führt. Das Haus Kaiserstraße 34 – früher ein Doppelhaus – hatte von 1847 bis 1899 die Hausnummer 349/350 getragen.

### Architektur und Kunst
Von 1906 bis 1907 wurde für Abraham Gumbel der – zu seiner Zeit umstrittene – Neubau nach Entwürfen der Architekten Roeckle und Graf errichtet. Graf hatte auch die Hauptsynagoge Mainz – einen in seiner Gesamtanlage barockisierenden Bau mit Jugendstilmalereien in der Hauptkuppel – entworfen. Das Bankgebäude wurde bei seiner Fertigstellung 1907 in der Zeitschrift Der Profanbau vorgestellt.
Helmut Schmolz beschreibt den Bau von 1907 als Bauwerk des Eklektizismus: "[…] die Arkadenfolge des Erdgeschosses [weist] unverkennbar Formen der Neurenaissance auf, während die durch einen Schlußstein gesprengten Wellengiebel über den Fenstern der Beletage […] dem zweiten Barock zuzuordnen sind. […] Der über das Dach hochragende Giebel stellt in dieser Form eine kräftige Mischung von Renaissance-Treppengiebel und barockem Wellengiebel dar."

## Rezeption
Schmolz schreibt dem Haus eine stadtbildprägende Wirkung zu: „Das ganz in Werkstein ausgeführte repräsentative Gebäude gibt dem Bild der Kaiserstraße, wie es sich rechts der Kilianskirche darbietet, ganz wesentlich mit das Gepräge.“
Die Fassade an der Windgasse, die zur Kirchbrunnenstraße führt, wurde als Titelbild für Heilbronner Schauplätze verwendet, rechts ist die Arkadenfolge des Erdgeschosses des Bankhauses Gumbel im Stil der Neorenaissance zu sehen.
Das Gebäude war aufgrund seiner exponierten Lage am Turm der Heilbronner Kilianskirche immer wieder Gegenstand künstlerischer Werke, so z. B. von Heinrich Seufferheld Deutsche Renaissance opus 113 1914 oder des Melchior Ruoff sowie anderer Künstler.